# Национално училище по харти
École nationale des chartes е френска висша вкола (grande école) и част от Парижкия университет (Université de Paris - sciences et lettres (PSL)), специализирана в исторически науки. Основана е през 1821 г. Студентите, които се набират чрез конкурс са със статут на стажанти на държавни служители и получават квалификация архивист-палеограф след защитена дисертация. Те обикновено правят кариера като куратори на културното наследство в архивите и визуалните области, като уредници на библиотеки или като преподаватели и изследователи в хуманитарните и социалните науки. През 2005 г. училището въвежда и магистърски степени, в които се набират студенти въз основа на портфолио за кандидатстване, а през 2011 г. докторски степени.

## Известни възпитаници
- Жорж Батай, френски есеист и белетрист
- Гастон Пари, френски филолог
- Франсоа Мориак, френски писател
- Рене Жирар, френски културолог и литературен теоретик